# Plagiochila iriomotenjimaensis
Plagiochila iriomotenjimaensis là một loài rêu trong họ Plagiochilaceae. Loài này được Horik. mô tả khoa học đầu tiên năm 1934.